# Пустая функция
Пустая функция — это функция, чья область определения является пустым множеством.

## Свойства
- Для каждого множества A, существует всего одна такая пустая функция 
{\displaystyle f_{A}:\varnothing \rightarrow A.}
  - Существование уникальной пустой функции для каждого множества A означает, что пустое множество является начальным объектом в категории множеств.

- График пустой функции является подмножеством декартова произведения ∅×A. 
  - Так как такое произведение является пустым, единственное такое подмножество — это пустое множество ∅.
  - Пустое подмножество является допустимым графиком для любого x в области ∅ и любого y в сообласти A таких, что (x,y) ∈ ∅. Это пример бессмысленного правдивого утверждения[англ.], так как в области определения нет никаких элементов x.